# Erlesbach (Kocher)
Der Erlesbach ist ein fast 5 km langer Bach auf der Stadtgemarkung von Künzelsau im Hohenlohekreis im nordöstlichen Baden-Württemberg, der im Dorf Kocherstetten von rechts und aus dem Osten kommend in den mittleren Kocher mündet.

## Geographie

### Verlauf
Der Erlesbach entsteht etwa 400 Meter östlich vom Ortsrand des kleinen Künzelsauer Dorfes Laßbach auf etwa 436 m ü. NHN auf der schmalen Hochebene zwischen den tief eingeschnittenen Flusstälern der Jagst nah im Osten und des Kochers weiter im Westen als Feldweggraben im Gewann Sand. Er fließt zunächst dem Weg entlang zum Weilerrand hin und wird dabei von einer Quelle am Lauf verstärkt. Dann verschwindet er auf hundert Meter in einer Verrohrung durch Laßbach, um dann nach hundert Metern am anderen Ende des Dorfs wieder ins Freie zu treten. Dort läuft er nun zwischen Feldern nordwestlich bis in die Nähe der Gehöftgruppe Bienenhof zum Abzweig der K 2383 nach Kocherstetten ins Kochertal hinab von der L 1033. Er unterquert, etwa 1,2 km unterhalb seines Ursprungs, in inzwischen westlicher Richtung auf wenig unter 436 m ü. NHN die Landesstraße und beginnt dann seinen längeren Klingenlauf.
Bisher ein geführter Graben ohne viel Gehölzbewuchs, wird er nun auf sich windendem Naturlauf mit größerem Gefälle von Uferbäumen begleitet, bald ist der ganze rechte Hang Vorderer Schlossberg mit Wald bestanden und schließlich auch der linke unter dem Dorf Vogelsberg. Merklich abwärts öffnet sich unterhalb des Sporns von Schloss Stetten zur Rechten dann auf etwa 280 m ü. NHN die Flur wieder im Tal. Weiterhin galeriebegleitet fließt der Bach entlang dem Lohbergweg auf den Ortsrand des Taldorfes Kocherstetten zu. Kurz nachdem er in dessen Siedlungsbereich eingetreten ist, wird er in einem gemauerten Trog zwischen zwei Dorfstraßen geführt, an die zum Bach hin kleine Schrebergärten angrenzen. Einige Stege und Brücken queren ihn auf diesem nur etwa 350 m langen, fast schnurgeraden Abschnitt, vor allem die Brücke der hier Haller Straße genannten L 1045, die von Untermünkheim herab dem Kochertal folgt und hier noch auf der rechten Flussseite durchs Dorf läuft. Nach der Querung des Wasserwegs an einem alten Mühlenanwesen mündet der Bach dann nur einen Steinwurf oberhalb der Flussbrücke des Dorfes im Bereich des Mühlkanalrücklaufs auf unter 225 m ü. NHN von rechts und Osten in den mittleren Kocher.
Der Erlesbach mündet nach einem 4,8 km langen Weg mit mittlerem Sohlgefälle von etwa 44 ‰ rund 211 Höhenmeter unterhalb seines Ursprungs. Er hat keine bedeutenden Zuläufe.

### Einzugsgebiet
Das 4,4 km² großes Einzugsgebiet des Erlesbachs erstreckt sich etwa 5,0 km weit von der östlichen Wasserscheide auf einem die Hochebene überragenden Hügelzug durch die Gewanne Riemenleich (448,2 m ü. NHN) nahe dem Nordosteck, Kirche (449,3 m ü. NHN) und Strickgreut (451,8 m ü. NHN) an der Südostecke bis zur Mündung im Westen; quer dazu misst es bis zu 1,5 km Breite. Diese östliche Wasserscheide ist auch die höchste, hinter ihr beginnt der bald steile Abfall ins Tal der Jagst, die selbst nirgends mehr als 1,2 km weit entfernt ist. Die nördliche Wasserscheide zieht in recht flachem Gefälle auf dem Kamm des Schlossbergs zum Stettener Schloss und erst dann steil ins Tal. Hinter dieser Linie fließt nah im westlichen Gleichlauf der etwas kleinere Heiligenbach ebenfalls durch eine Klinge zum Kocher in Kocherstetten, er mündet dort nur 300 Meter abwärts des Erlesbachs. Die südliche Wasserscheide trennt vom etwas größeren Einzugsgebiet des Weilersbachs, der beim Kochertalort Weilersbach von Braunsbach nach etwas kürzerem westsüdwestlichen Lauf mündet. Auch auf dieser Seite fällt das Terrain erst am Kochertalrand steiler ein.
Auf etwa einem Viertel des Einzugsgebietes steht Wald. Der kleinere Teil davon auf der Hochebene liegt südlich und westlich von Laßbach, der größere umfasst den Klingenwald am Mittel- und Unterlauf und den Oberhang zum Kochertal hin. In der offenen Flur dominieren die Äcker, vor allem auf der Hochebene und den beiden klingenbegleitenden Spornen.
Auf der Hochebene liegen die beiden Dörfer Laßbach im Südosten, Vogelsberg an der Südgrenze sowie der Rappoldsweiler Hof auf der Nordostecke, die alle zum Künzelsauer Stadtteil Laßbach zählen. Hinzu kommt der Bienenhof und Schloss Stetten auf dem rechten Sporn, die zum Stadtteil Kocherstetten gehören, von dessen namengebenden Dorf ein großer Teil im Mündungsdreieck liegt. Den größten Anteil an der Fläche hat die Laßbacher Stadtteilgemarkung, dieser liegt oberhalb des Klingeneintritts, am linken Hang der oberen Klinge und auf der linken Randhöhe. Etwas weniger gehört zu der von Kocherstetten, nämlich der erlesbachseitige Schlossbergsporn ab dem Bienenhof, die übrige Klinge und der Abschnitt schon im Kochertal. Daneben gehören etwa 3 ha Flur auf der Randkuppe im Strickgreut zu Langenburg.

## Geologie
Der Erlesbach fließt im Naturraum der Kocher-Jagst-Ebenen, einer wenig hügeligen Hochebene, die von in den Muschelkalk eingegrabenen Flusstälern zerfurcht ist, insbesondere von den Hauptflüssen Kocher und Jagst. Dem oft verkarsteten Muschelkalk liegt hier abseits der Taleinfälle noch Unterkeuper auf, und auf Kuppenlagen gibt es Inseln von nach quartärer Ablagerung entstandenem Lösssediment, die gute Ackerböden geben.
Der Erlesbach entsteht im Unterkeuper zwischen zwei solchen Lösssedimentinseln. Etwas unterhalb seines Klingeneintritts erreicht er den Oberen, wo er seinen Klingenwald verlässt den Mittleren und am Rand des  Mündungsdorfs dann den Unteren Muschelkalk. Er mündet im Auensedimentstreifen, der den Flusslauf des Kochers begleitet.
Ein Hohlweg in östlicher Fortsetzung der Kocherstettener Schlossbergsteige schließt die Geislinger Bank im Übergangsbereich von Unterem zu Mittlerem Muschelkalk auf.

## Natur und Landschaft
Die untere Klinge ab etwa Vogelsberg bis zum Ortsrand von Kocherstetten sowie die Oberhänge zum Kochertal hin gehören zum Landschaftsschutzgebiet Kochertal bei Kocherstetten. Auf der Hochebene bei Laßbach und westlich von Vogelsberg ragen Wasserschutzgebiete ins Einzugsgebiet. Der naturnahe Lauf des Erlesbaches in seinem Klingenabschnitt bis zum Waldaustritt steht unter Biotopschutz, ebenso ein Schluchtwaldband, das ihn in seiner mittleren Klinge begleitet; das hier zwei bis vier breite Bachbett ist steinig und teils blockschuttreich, über ihm gibt es am Hang Wasseraustritte teils mit Quellsinterbildungen. Am Südhang der Schlossbergs unterhalb des Schlosses gibt es zahlreiche, am Gegenhang ebenfalls einige Steinriegel, die für diesen Abschnitt des Kochertals landschaftstypisch sind und von früherem Weinbau zeugen.

### LUBW
Amtliche Online-Gewässerkarte mit passendem Ausschnitt und den hier benutzten Layern: Lauf und Einzugsgebiet des Erlesbachs

Allgemeiner Einstieg ohne Voreinstellungen und Layer: Daten- und Kartendienst der Landesanstalt für Umwelt Baden-Württemberg (LUBW) (Hinweise)
1. 1 2  Höhe nach dem Höhenlinienbild auf dem Hintergrundlayer Topographische Karte.
2. ↑  Länge nach dem Layer Gewässernetz (AWGN).
3. ↑  Einzugsgebiet nach dem Layer Basiseinzugsgebiet (AWGN).
4. ↑  Schutzgebiete nach den einschlägigen Layern, Natur teilweise nach dem Layer Biotop.

### Andere Belege
1. ↑  Wolf-Dieter Sick: Geographische Landesaufnahme: Die naturräumlichen Einheiten auf Blatt 162 Rothenburg o. d. Tauber. Bundesanstalt für Landeskunde, Bad Godesberg 1962. → Online-Karte (PDF; 4,7 MB)
2. ↑  Modellierte Werte nach Abfluss-BW Gewässerknoten MQ/MNQ
3. ↑  Geologie nach den Layern zu Geologische Karte 1:50.000 auf: Mapserver des Landesamtes für Geologie, Rohstoffe und Bergbau (LGRB) (Hinweise)
4. ↑  Steckbrief des Geotops an der Schlossbergsteige (PDF, 335 kB)